# Institut auf dem Rosenberg

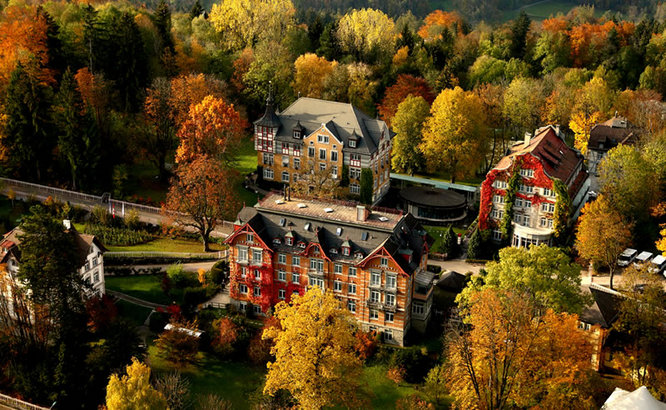

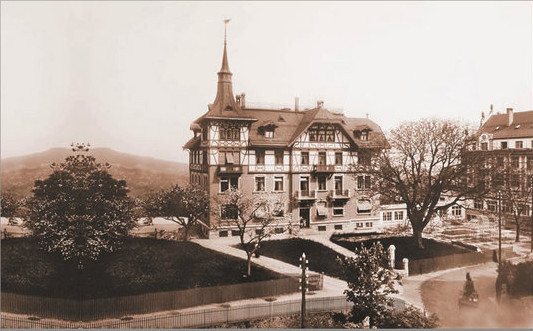

Institut auf dem Rosenberg (geregistreerde naam: Institut auf dem Rosenberg – The Artisans of Education,, ook wel kortweg Rosenberg genoemd) is een particuliere, internationale kostschool in de Zwitserse stad Sankt Gallen. De school werd opgericht in 1889 en is een van de oudste en meest toonaangevende internationale scholen voor leerlingen van 6-19 jaar in Zwitserland. De school is eigendom van de familie Gademann die ook de dagelijkse leiding voert.
De jaarlijkse kosten voor een student bedroegen in 2020 ongeveer 130.000 CHF.

## Geschiedenis
Het Institut auf dem Rosenberg werd opgericht in 1889 door Ulrich Schmidt en droeg oorspronkelijk de naam van de oprichter, Institut Dr. Schmidt. Na zijn dood in 1924 werd de school in 1944 door de familie Gademann overgenomen die het instituut zijn huidige naam gaf Anno 2020 is de  vierde opeenvolgende generatie van de familie Gademann eigenaar. Het motto van de school, "Leben zu lernen ist der Endzweck aller Erziehung" (leren leven is het einddoel van alle opvoeding, een citaat van de Zwitserse opvoeder Johann Heinrich Pestalozzi) vormt de basis van de onderwijsfilosofie van de school.

## Bekende alumni
Tot de alumni van de school horen businessleiders, politici, wetenschappers, designers, alsook leden van internationale koninklijke en keizerlijke families. De school hanteert een privacybeleid en bevestigt noch ontkent namen van huidige of oud-leerlingen met uitzondering van Mario J. Molina, winnaar van de Nobelprijs voor scheikunde.

## Erkenning
De school werd in 2019 door Corporate Vision Magazine uitgeroepen tot "Most Prestigious International Boarding School". De school is lid van de Swiss Federation of Private Schools (SFPS) en de Swiss Group of International Schools (SGIS).